# Ischioplites metutus
Ischioplites metutus är en skalbaggsart som först beskrevs av Francis Polkinghorne Pascoe 1859.  Ischioplites metutus ingår i släktet Ischioplites och familjen långhorningar. Inga underarter finns listade i Catalogue of Life.